# Лејк Сити (Арканзас)
Лејк Сити (енгл. Lake City) град је у америчкој савезној држави Арканзас.

## Демографија
По попису из 2010. године број становника је 2.082, што је 126 (6,4%) становника више него 2000. године.
| Група             | 2000.         | 2010.         |
| Белци             | 1.918 (98,1%) | 2.000 (96,1%) |
| Афроамериканци    | 1 (0,1%)      | 11 (0,5%)     |
| Азијати           | 1 (0,1%)      | 0 (0,0%)      |
| Хиспаноамериканци | 20 (1,0%)     | 36 (1,7%)     |
| Укупно            | 1.956         | 2.082         |